# Бешир, Стив
Стивен Линн (Стив) Беши́р (англ. Steven Lynn "Steve" Beshear; род. 21 сентября 1944, Досон-Спрингс, Кентукки) — американский политик, представляющий Демократическую партию. Губернатор Кентукки (2007—2015).

## Биография
Был третьим из пяти детей мебельного торговца. Бешир изучал право в университете Кентукки, с 1969 года служил в армии. В 1974 году он был избран депутатом палаты представителей штата Кентукки, в 1979 году стал его генеральным прокурором, а в 1983 году — вице-губернатором. В 1987 году Бешир потерпел неудачу на губернаторских выборах, а в 1996 году — на сенатских. Ему пришлось вернуться к юридической практике. В ноябре 2007 года Беширу, наконец, удалось занять губернаторский пост. Ушёл с поста губернатора в 2015 году, поскольку, по конституции Кентукки, не имел права вновь избираться.
Женат, имеет двух сыновей (один из них, Эндрю Грэм Бешир, избран губернатором Кентукки в 2019 году).